# Androsace beringensis
Androsace beringensis là một loài thực vật có hoa trong họ Anh thảo. Loài này được (S.Kelso, Jurtzev & D.F.Murray) Cubey mô tả khoa học đầu tiên năm 2006.